# قتل جمال خاشقچی
جمال خاشقجی پس از آنکه روز ۲ اکتبر ۲۰۱۸ برای دریافت مدارکی مربوط به ازدواج خود به سرکنسولگری عربستان در استانبول رفت، ناپدید شد. عربستان مدعی شد که وی از سرکنسولگری خارج شده اما نامزد وی این موضوع را رد کرد. نام وی در لیست افراد تحت تعقیب بن سلمان قرار داشت. سخنگوی ریاست جمهوری ترکیه در ابتدا تأکید کرد که وی از کنسولگری عربستان خارج نشده‌است. در روزهای آتی، منابع ترکیه‌ای اعلام کردند که ارزیابی اولیه پلیس ترکیه نشان می‌دهد که جمال خاشقجی در کنسولگری عربستان در استانبول به قتل رسیده و تکه‌تکه شده‌است. به گفته شبکه الجزیره قتل جمال خاشقجی از پیش برنامه‌ریزی شده بود و کنسولگری جسد او را از ساختمان خارج کرده‌است. نیویورک تایمز به نقل از رئیس انجمن رسانه‌های عربی گفته‌است که «مقام‌های ترکیه تکه‌تکه شدن جسد خاشقجی را تأیید کرده‌اند».
درنهایت در تاریخ ۱۹ اکتبر ۲۰۱۸ تلویزیون رسمی عربستان قتل جمال خاشقجی در داخل کنسولگری عربستان در استانبول را تأیید کرد، و ادعا کرد که وی طی یک مشاجره تصادفی کشته شده‌است. همچنین، دستور برکناری ژنرال احمد عسیری معاون وزارت اطلاعات عربستان و سعود القحطانی، از دستیاران محمد بن سلمان، صادر و ۱۸ نفر ناشناس دیگر هم بازداشت شدند و هیئتی از سه وزراتخانه عربستان مأمور به ارائه گزارش کامل در مهلتی یک‌ماهه شد. این در حالی بود که در طول ۱۷ روز پس از ناپدید شدن خاشقجی در کنسولگری عربستان در استانبول، دولت عربستان ادعا می‌کردند که وی کنسولگری عربستان را به سلامت ترک کرده و ولیعهد از سرنوشت او بی‌اطلاع بوده‌است.
پس از گذشت دست کم یک سال از این حادثه، در روز چهارشنبه ۲۵ سپتامبر ۲۰۱۹ مصاحبه ای از رادیو سراسری آمریکا پی‌بی‌اس با محمد بن سلمان ولیعهد عربستان سعودی منتشر شد که در آن بن سلمان ضمن قبول کردن مسئولیت قتل خاشقجی گفت که این قتل در دوره زمامداری وی انجام گرفته و تمامی مسئولیت این کار را می‌پذیرد.

## عوامل متهم به ارتکاب قتل
به نوشتهٔ الوقت محمد بن سلمان آل سعود به ژنرال احمد العسیری، ریاست دستگاه اطلاعاتی عمومی عربستان و سخنگوی سابق مداخله نظامی در یمن به رهبری عربستان سعودی، دستور می‌دهد که خاشقجی را در استانبول اعدام کند. در همان روز مطبوعات ترکیه اخباری مبنی بر سفر تیم پانزده نفرهٔ سعودی به استانبول و خروج خودروی ون مشکی از کنسولگری عربستان منتشر می‌کنند.
به نوشتهٔ دیلی صباح، این افراد عبارتند از:

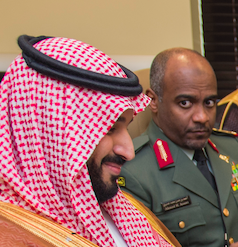
احمد عسیری و محمد بن سلمان در سال ۲۰۱۶

1. ماهر عبد العزيز مطرب (متولد ۱۹۷۱): دیپلمات سابق در لندن که در سفرهای بن سلمان به مادرید، پاریس، بوستون و هیوستون او را همراهی کرده.[۱۸][۱۹]
2. صلاح محمد الطبيقي (متولد ۱۹۷۱): رئیس پزشک قانونی عربستان.[۱۸]
3. عبد العزيز محمد الحساوي (متولد ۱۹۸۷): محافظ شخصی شاهزاده بن‌سلمان.[۱۸]
4. ثائر غالب الحربي (متولد ۱۹۷۹): عضو گارد سلطنتی سعودی.[۱۸]
5. محمد سعد الزهراني (متولد ۱۹۸۸): عضو گارد سلطنتی سعودی.[۱۸]
6. مشعل سعد البستاني (متولد ۱۹۸۷، مرگ ۲۰۱۸): به‌گفتهٔ الجزیره, یک ستوان در نیروی هوایی سلطنتی سعودی.[۲۰] به ادعای مطبوعات ترکیه در ریاض کشته شده‌است.[۲۱][۲۲][۲۳]
7. نايف حسن العريفي (متولد ۱۹۸۶)
8. مصطفى محمد المدني (متولد ۱۹۶۱)
9. منصور عثمان أباحسين (متولد ۱۹۷۲)
10. وليد عبدالله الشهري (متولد ۱۹۸۰)
11. تركي مشرف الشهري (متولد ۱۹۸۲)
12. فهد شبيب البلوي (متولد ۱۹۸۵)
13. سيف سعد القحطاني (متولد ۱۹۷۳)
14. خالد عايض الطيبي (متولد ۱۹۸۸)
15. بدر لافي العتيبي (متولد ۱۹۷۳)

در ۲۳ دسامبر ۲۰۱۹ دادگاه عربستان پنج نفر شامل فهد شبیب البلوی، ترکی مشرف الشهری، ولید عبدالله الشهری، ماهر عبدالعزیز مطرب و صلاح محمد الطبیقی را به مرگ محکوم کرد.

## واکنش‌ها
قتل جمال قاشقچی واکنش‌های بسیاری در رسانه‌های گروهی و نزد مقامات سیاسی و حکومتی داشت روسای جمهور، وزرای خارجه و مقامات بسیاری از کشورها نسبت به قتل ایشان واکنش نشان دادند. ۱۲ شخصیت مهم مدعو برای کنفرانس سرمایه‌گذاری عربستان موسوم به نیوم سفر خود به عربستان را لغو کردند. شبکه الجزیره عربی که از قطر پخش می‌شود برنامه‌های عادی خود را قطع و برنامه‌های ویژه قتل خاشقجی را به مدت سه هفته در راس کارها و اهداف خود قرار داد. شبکه انگلیسی الجزیره نیز تا حدودی همین خط و مشی را دنبال کرد و در رسوایی قتل نامبرده بسیار تأثیرگذار بود. سایر رسانه‌های مهم خبری جهان نیز اخبار قتل وی را به مناسبت‌های مختلف پوشش دادند.

### ترکیه
- رجب طیب اردوغان: رئیس‌جمهوری ترکیه اظهار داشت: «ما فایل صوتی این قتل را برای هر کسی که آن را از ما خواسته بود پخش کردیم. سازمان اطلاعاتی ما چیزی را مخفی نکرد. آن را برای هر کسی که خواسته بود از جمله [برای مقامات] عربستان، آمریکا، فرانسه، کانادا، آلمان و بریتانیا پخش کردیم.» وی افزود: «فایل صوتی واقعاً هولناک است. افسر اطلاعاتی عربستان وقتی آن را شنید یکه خورد و گفت: «این فرد [قاتل یا یکی از قاتلان] باید هروئین مصرف کرده باشد. تنها کسی که هروئین مصرف کرده باشد چنین کاری می‌کند.»»[۲۶] وی هنگام بازگشت از سفر خود به پاریس نیز اعلام کرد که با رهبران آمریکا، آلمان و فرانسه در مورد قتل جمال خاشقجی گفتگو کرده‌است. تظاهرات در مقابل کنسولگری عربستان در استانبول، ترکیه

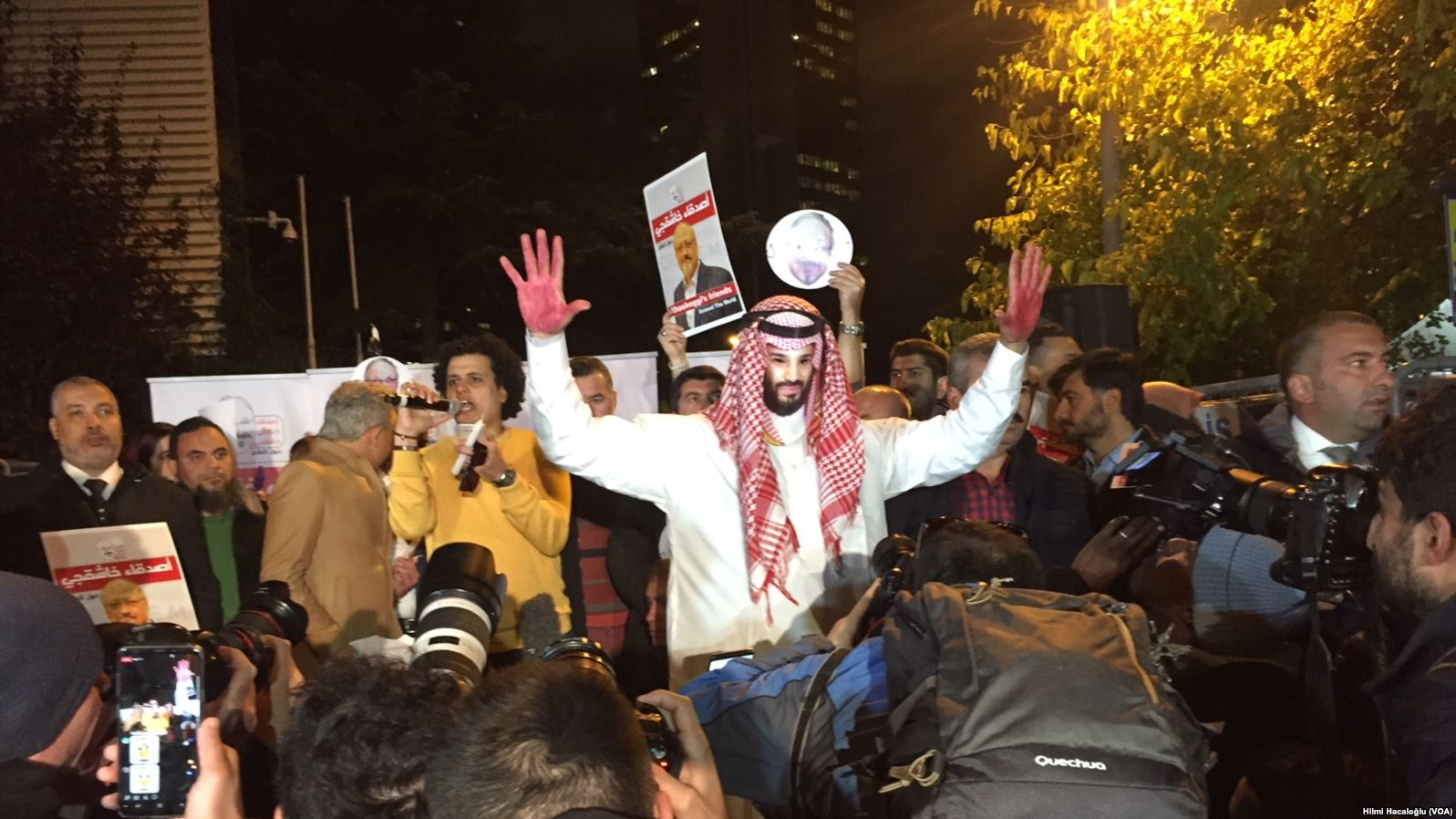
تظاهرات در مقابل کنسولگری عربستان در استانبول، ترکیه

- مولود چاووش‌اوغلو: وزیر امور خارجه ترکیه، در مصاحبه با روزنامه آلمانی «زود دویچه سایتونگ» گفت: «نوار صوتی مربوط به قتل جمال خاشقجی، روزنامه‌نگار عربستانی، را گوش کرده‌است.» او در این‌باره گفت: «سازمان‌های اطلاعاتی منابع خود را اعلام نمی‌کنند، اما من این فایل را شنیده‌ام. این نوار صوتی نشان می‌دهد صلاح الطبیقی (متخصص کالبدشکافی همراه تیم ترور خاشقجی)، از تکه‌تکه کردن جسد خاشقجی لذت می‌برد.» وی افزود: «جمال خاشقجی در ۷ دقیقه کشته شد. این جنایتی عمدی بود. این گونه نبود که آنان به این دلیل که نتوانستند خاشقجی را به بازگشت به عربستان قانع کنند، وی را به قتل برسانند. در این فایل صوتی دستورهای کارشناس پزشکی قانونی نیز شنیده می‌شود. هنگام قطعه‌قطعه کردن جسد باید به موسیقی گوش کند. به نظر می‌رسد از این کار لذت می‌برد. وی قطعه‌قطعه کردن انسان‌ها را دوست دارد. این موضوع نفرت‌انگیز است.»[۲۷] چاووش‌اوغلو در پاسخ به این سؤال که چرا خاشقجی در ترکیه کشته شد، گفت: «با توجه به اینکه کنسولگری عربستان که خاشقجی برای دریافت برگه‌ای که به آن نیاز داشت به آنجا رفته بود، خاک عربستان محسوب می‌شود، آنان تصور می‌کردند که هیچ‌کس نمی‌تواند کاری علیه آنان انجام دهد.»

### آمریکای شمالی
- دونالد ترامپ: وبگاه اکسیوس در مطلبی نوشت: «رئیس‌جمهور ایالات متحده در محافل خصوصی، برای توجیه کم‌اهمیت جلوه دادن قتل خاشقجی گفته‌است کشورهایی مانند چین نیز چنین کارهایی انجام می‌دهند.» در ادامهٔ گزارش اکسیوس به نقل از منابع مطلع آمده‌است ترامپ در محافل خصوص قتل خاشقجی را «تاسف‌بار» توصیف کرده، اما بلافاصله این استدلال را آورده‌است که کشورهای دیگری که آمریکا با آن‌ها مراوده دارند –از قبیل چین– نیز «کارهای بد» زیادی را انجام می‌دهند. بر اساس این گزارش، رئیس‌جمهور آمریکا همچنین به نزدیکان خود گفته‌است با در نظر گرفتن «اقدامات وحشیانه» چین، بسیار مسخره است که دیگران اقدام سعودی‌ها در قتل یک مرد را تا این حد پراهمیت جلوه می‌دهند.[۲۸]
- میچ مک‌کانل: رهبر اکثریت سنای آمریکا در اظهاراتی گفت: «باید به نقش سعودی‌ها در قتل جمال خاشقجی واکنش نشان داده شود.» مک‌کانل که یکی از متحدان اصلی ترامپ در کنگره به‌شمار می‌رود، در جمع خبرنگاران افزود: «چیزی که بدون شک اتفاق افتاده‌است و اساساً سازمان سیا نیز آن را تأیید کرده‌است، واقعاً هولناک است. ما در حال رایزنی دربارهٔ این مسئله هستیم که چه واکنشی در قبال این حادثه مناسب خواهد بود. کسی معتقد نیست که ما باید به‌طور کامل روابط خود با سعودی‌ها را نابود و تخریب کنیم، ولی نوعی پاسخ و واکنش مناسب باید به قتل خاشقجی داده شود و ما در حال مذاکره دربارهٔ آن هستیم.»[۲۹]
- واشینگتن پست: در پی اظهارات رئیس‌جمهور آمریکا در حمایت از مقامات سعودی در پرونده خاشقجی، هیئت تحریریه روزنامه واشینگتن‌پست ترامپ را به خیانت به ارزش‌های آمریکا متهم کرد. این هیئت تحریریه در ادامه تأکید کرد بیانیه ترامپ دربارهٔ قتل جمال خاشقجی، شامل دروغ‌های بزرگی بود و در این بیانیه دربارهٔ اهمیت روابط با عربستان مبالغه شده‌است. هیئت تحریریه این روزنامه آمریکایی همچنین ترامپ را به نادیده گرفتن گزارش سیا در مورد قتل خاشقجی متهم و تأکید کرد ترامپ با بی‌توجهی به نتایج تحقیقات سازمان‌های اطلاعاتی، تلاش می‌کند روابط خود را با یک رهبر وحشی و متهور توجیه کند.[۳۰]دیدار مارک پومپئو، سیاستمدار و وکیل آمریکایی با محمد بن سلمان، ولیعهد آل سعود

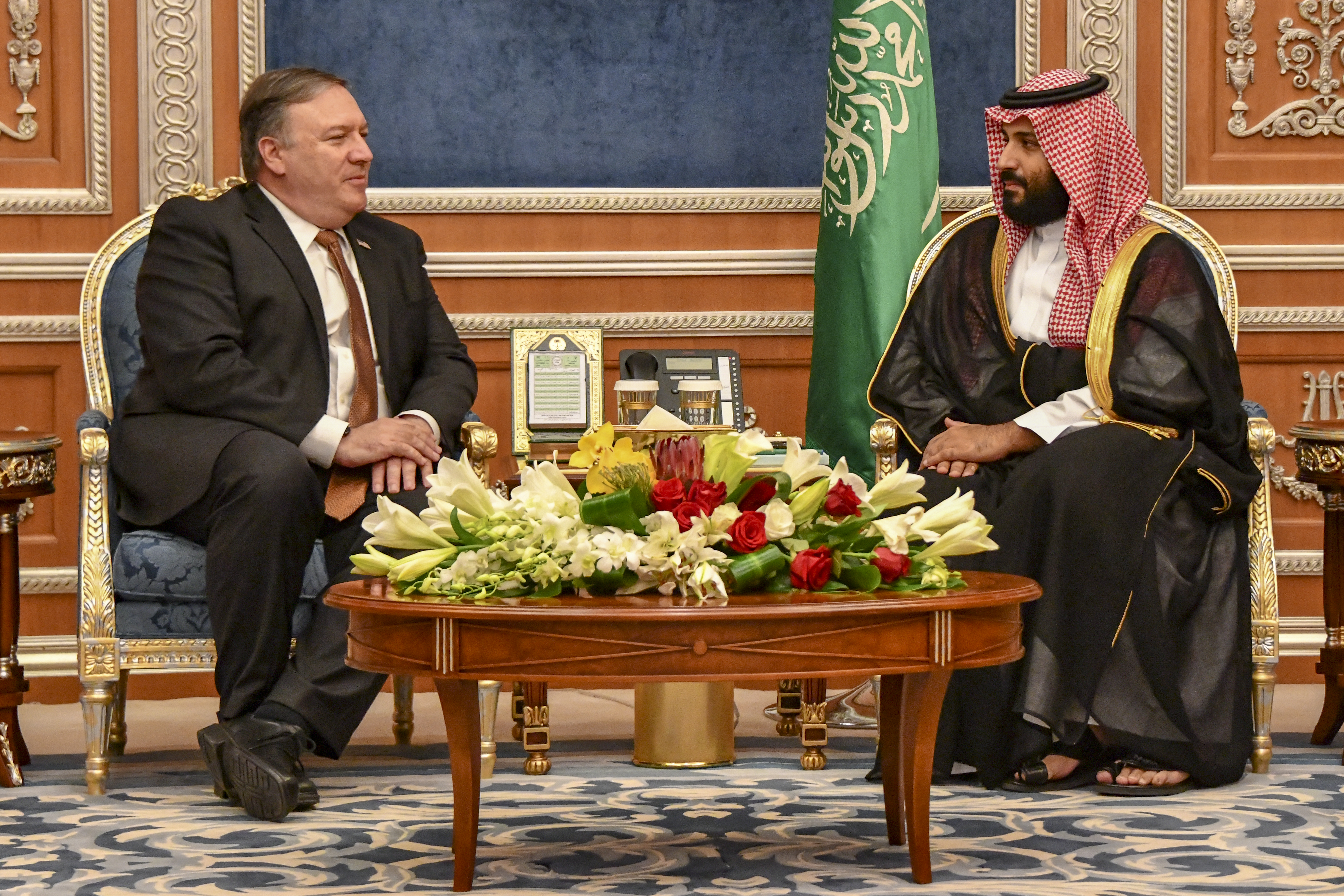
دیدار مارک پومپئو، سیاستمدار و وکیل آمریکایی با محمد بن سلمان، ولیعهد آل سعود

- کریستیا فریلند: وزیر امور خارجه کانادا در بیست و نهم نوامبر ۲۰۱۸ (۸ آذر ۱۳۹۷) اعلام کرد هفده تبعه کشور عربستان را به ظن دست داشتن در قتل جمال خاشقجی تحت تحریم قرار داد.[۳۱] وی تصریح کرد: «هدف از اعمال این تحریم‌ها و مجازات‌ها توقیف دارایی افراد یاد شده و ممنوعیت ورود آنها به خاک کانادا است.»[۳۲] تصمیم کانادا برای اعمال مجازات بر ضد عاملان احتمالی سعودی مظنون به دست داشتن در قتل جمال خاشقجی در حالی اتخاذ می‌شود که روابط دو کشور پس از انتقادهای اخیر اتاوا از وضعیت حقوق بشر در عربستان برهه‌ای بحرانی را پشت سر می‌گذارد.[۳۳] مسئولان دستگاه دیپلماسی کانادا با انتقاد شدید از نحوه برخورد مقامات عربستانی با مقوله حقوق بشر دستگیری چند فعال حقوق بشری، این کشور را محکوم کرده بودند؛ انتقادی که به مذاق عربستان خوش نیامد و با تهدید و اعلام تعلیق روابط دوجانبه از سوی ریاض همراه شد.[۳۴]
- هیلاری کلینتون: سیاست‌مدار، وکیل، کاندیدای دموکرات انتخابات ریاست‌جمهوری ۲۰۱۶ و وزیر امور خارجه پیشین ایالات متحده، دونالد ترامپ، رئیس‌جمهور این کشور را قسمتی از (نقشه) لاپوشانی جنایت جمال خاشقجی در کنسولگری عربستان در استانبول عنوان کرد و اظهار داشت: «وی از رو در رویی با عربستان در این موضوع امتناع می‌کند.» وی اضافه کرد: «اطلاع نداریم که شرکت‌ها و خانواده رئیس‌جمهور و دامادش جرد کوشنر چه منافع تجاری‌ای با عربستان دارند.» وی رویکرد ترامپ را نه بر اساس قراردادهای آمریکا بلکه مبتنی بر روابط شخصی وی دانست.[۳۵]
- جان بولتون: مشاور امنیت ملی آمریکا در یک کنفرانس خبری گفت که چون زبان عربی نمی‌داند به نوار قتل جمال خاشقجی، روزنامه‌نگار سعودی گوش نداده‌است. او در پاسخ به یک خبرنگار که از وی پرسیده بود چرا به این نوار گوش نداده‌است گفت: «فکر می‌کند از شنیدن (این نوار) چه چیزی می‌فهمم؟ من عربی نمی‌دانم، شنیدنش چه فایده‌ای دارد وقتی عربی ندانید؟»[۳۶]
- مایک پومپئو: وزیر امور خارجه آمریکا تأکید کرد: «قتل جمال خاشقجی، تبعه سعودی در ترکیه که ماه اکتبر صورت گرفت کنگره را برآشفت و انتقاد رسانه‌ها را به همره داشت؛ اما باید توجه داشت که کاهش سطح روابط آمریکا با عربستان اشتباهی فاحش برای امنیت ملی کشور و نیز زیان بار برای دیگر متحدان ما است.» پمپئو این سخنان را پیش از شرکت در نشست نمایندگان مجلس سنا و در قالب مقاله‌ای در وبلاگ رسمی وزارت امور خارجه آمریکا بیان کرد.[۳۷]

### اروپا
- آنگلا مرکل به دنبال پرونده قتل خاشقجی اعلام کرد که دیگر مجوز صادرات سلاح به عربستان سعودی را تأیید نخواهد کرد. آلمان اولین کشوری است که چنین تحریمی را علیه عربستان سعودی اعمال می‌کرد اگر چه ایالات متحده آمریکا، انگلستان، فرانسه و اسپانیا در فروش سلاح به عربستان سهم بیشتری دارند و آلمان درجایگاه پنجم این لیست قرار دارد. از آغاز سال ۲۰۱۸ میلادی تا پیش از پرونده خاشقجی قرارداد تسلیحاتی به ارزش ۴۱۵ میلیون یورو بین آلمان و عربستان سعودی امضا شده بود.[۳۸]
- ماریا آدباهر: سخنگوی وزارت امور خارجه آلمان در بیست و چهارم نوامبر ۲۰۱۸ (۳ آذر ۱۳۹۷) اعلام کرد که هنوز به تمامی سوالات موجود در رابطه با قتل جمال خاشقجی، روزنامه‌نگار سعودی‌الاصل پاسخ داده نشده‌است. وی همچنین گفت: «آلمان بر روشن شدن تمامی ابعاد این قضیه اصرار دارد و منتظر است که این موضوع به صورت فوری در دستور کار قرار داده شود.»[۳۹] این سخنگو افزود: «از نظر ما باید دادستانی ترکیه این مسئله را پیگیری کند، همان‌طور که اکنون هم این اقدام صورت می‌گیرد. از طرف سعودی انتظار داریم تا همکاری نزدیک با مسئولان ترکیه‌ای داشته باشد. هنوز دفتر دادستانی ترکیه، در تحقیق‌های خود به نتیجه‌گیری نهایی نرسیده و گزارش نهایی خود را هم در این باره منتشر نکرده‌است. به همین علت پیش از آن که اروپا و از جمله ما در آلمان، اقدامی صورت دهیم، ابتدا باید منتظر نتایج تحقیق‌های ترکیه بمانیم.»[۴۰]
- رئیس قوه مجریه در والونیا تأکید کرد که از زمان کشته شدن خاشقجی دیگر مجوزی برای فروش سلاح به عربستان صادر نشده‌است.[۴۱][۴۲]
- وزارت امور خارجه فرانسه: دولت فرانسه در روز بیست و دوم نوامبر ۲۰۱۸ (۱ آذر ۱۳۹۷) تحریم‌هایی از جمله ممنوعیت سفر به این کشور را علیه ۱۸ نفر از شهروندان عربستان سعودی که با قتل جمال خاشقجی، روزنامه‌نگار مقتول اهل عربستان سعودی مرتبط بودند، اعمال کرد. فرانسه همچنین هشدار داده‌است که با توجه به ادامه‌دار بودن روند بررسی این پرونده، تحریم‌ها می‌تواند در آینده علیه افراد بیشتری اعمال شود.[۴۳] وزارت خارجه فرانسه در بیانیه‌ای اعلام کرد: «قتل آقای خاشقجی یک جنایت بزرگ است که علیه آزادی مطبوعات و حقوق بنیادین بشر صورت گرفته‌است. فرانسه می‌خواهد جزئیات این مسئله به‌طور کامل روشن شود. انتظار می‌رود که مقامات سعودی یک پاسخ شفاف، دقیق و کامل در این باره ارائه کنند.»[۴۴]
- کارین نایسل: وزیر امور خارجه اتریش در گفتگو با شبکه خبری الجزیره اظهار داشت: «به سفیر سعودی گفتم که روایت عربستان دربارهٔ قتل جمال خاشقجی ما را متقاعد نکرده‌است. ما خواستار تحقیقی فراگیر و مستقل دربارهٔ قتل خاشقجی و توقف تجهیز عربستان به سلاح در یمن هستیم. روابط با عربستان مانند روابط با این کشور قبل از قتل خاشقجی نخواهد بود.»[۴۵][۴۶]
- دولت اسپانیا: این دولت با انتشار بیانیه‌ای، در کنار «اظهار تاسف» از مرگ خاشقجی اعلام کرد: «دولت اسپانیا تسلیت عمیق خود را به خانوادهٔ او اعلام می‌دارد و در کنار آنتونیو گوترش دبیرکل سازمان ملل، بر بررسی سریع، دقیق و شفاف پروندهٔ مرگ آقای خاشقجی و پاسخگو بودن مسئولان آن تأکید دارد.»[۴۷]
- ایزابل سلا: سخنگوی دولت اسپانیا در روز پانزدهم اکتبر ۲۰۱۸ (۲۳ مهر ۱۳۹۷) خواستار انجام تحقیقات فوری و شفاف دربارهٔ جریان ناپدید شدن جمال خاشقجی روزنامه‌نگار منتقد عربستان سعودی شد. وی در این باره گفت: «اسپانیا همراهی خود را با نگرانی‌های دیگر کشورها به ویژه اتحادیه اروپا پیرامون این موضوع اعلام کرده و درخواست خود را مبنی بر تحقیقات فوری و شفاف در این باره اعلام می‌کند.»[۴۸]
- جوزف برل: وزیر خارجه اسپانیا از مقامات ترکیه درخواست کرد تا تحقیقاتی در خصوص ناپدید شدن خاشقچی در کنسولگری عربستان در استانبول انجام گیرد.[۴۸][۴۹]
- دفتر ریاست جمهوری روسیه: یوری اوچاکوف، یکی از مشاوران کرملین، از برنامه‌ریزی‌هایی برای ملاقات ولادیمیر پوتین، رئیس‌جمهور روسیه با بن سلمان، ولیعهد عربستان خبر داد. وی در روز بیست و هشتم نوامبر ۲۰۱۸ (۷ آذر ۱۳۹۷) به خبرنگاران گفت: «هدف اصلی این ملاقات، گفتگو بر سر توسعه روابط دو کشور است اما مسئله قتل جمال خاشقجی نیز بی شک طرح خواهد شد.» کرملین در پایان ماه اکتبر به صراحت اعلام کرد دلیلی نمی‌بیند که روایت مطرح شده از سوی خانواده سلطنتی عربستان در خصوص قتل جمال خاشقجی را باور نکند.[۵۰] بر این اساس، روسیه در رابطه با قتل خاشقجی موضعی احتیاط آمیز از خود نشان داد.[۵۱]